# MTV Shows
MTV Shows je zábavní televizní kanál MTV, který je vysílán ve Spojeném království Velké Británie a Irska. Kanál začal vysílat 8. listopadu 2007 na platformách Virgin Media, Sky a 15. října 2009 v UPC Ireland jako kanál MTV R, přičemž písmenko R bylo často psáno jako "Ⓡ".
1. března 2010 byl kanál přejmenován na MTV Shows.. Tento kanál je zaměřen pouze na pořady z produkce MTV, a nevysílá tedy téměř žádnou hudbu.

## Pořady
- The Real World
- Everybody Hates Chris
- Pimp My Ride
- Next
- Sanchez Get High
- 16 and Pregnant
- Ride With Funkmaster Flex
- Parental Control
- Date My Mom
- Zlatá sedmdesátá
- My Own
- Jackass
- Wildboyz
- Mr Meaty
- Viva La Bam
- Punk'd
- My Super Sweet 16
- MADE
- Scarred
- Celebrity Deathmatch
- Dirty Sanchez
- MTV Cribs
- Hogan Knows Best
- Brooke Knows Best
- South Park
- Rob & Big
- Life Of Ryan
- Fur Tv
- I Love New York
- Laguna Beach
- Runs House
- The Hills
- Nitro Circus
- Tough Enough